# Antonio Rodríguez Fox
Alberto Rómulo Rodríguez Fox, ocupó el cargo de interventor de la provincia de Formosa en 1973. Rodríguez Fox era oriundo de la provincia de Santa Cruz y actuó como interventor de la provincia desde el 17 de noviembre de 1973. Nombró como intendente de Formosa a Humberto Palmeter, quien ocupó esa banca hasta 1974. Rodríguez Fox remplazó a Antenor Gauna quien ocupaba el cargo de gobernador electo desde el 25 de mayo de 1973. Luego de dos meses, su sucesor como interventor federal fue Juan Carlos Beni. Perón, en sus ambos gobiernos designó a varios interventores para Formosa:
- Osvaldo Núñez (1946)

- Arturo Iglesias Paiz (1950-1955)

- Rodríguez Fox (1973) aunque su predecesor, Antenor Gauna, había sido elegido.[1]